# Gustav Laeverenz

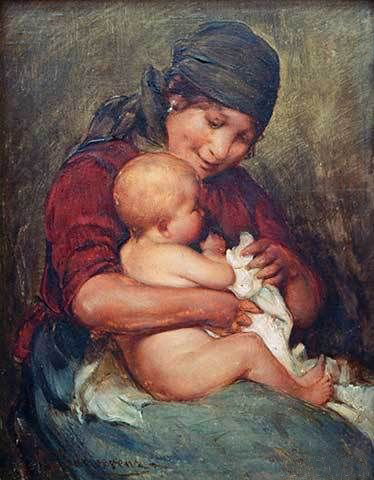
Mutter mit Kind

Gustav Laeverenz (* 25. Juli 1851 in Hannover; † 17. Oktober 1909 in München) war ein deutscher Genremaler der Münchner Schule.
Gustav Laeverenz studierte seit dem 20. Oktober 1869 an der Königlichen Akademie der Künste in München bei Wilhelm von Diez.
Laeverenz war Mitglied der Münchner Künstlergesellschaft Allotria, als Teilnehmer der „Lenbachiaden“ unter dem Spitznamen „Tante“ bekannt. Neben eigener Genremalerei kopierte er Werke anderer Künstler.